# TuttoMax
TuttoMax è la prima raccolta di brani del cantante italiano Max Pezzali, pubblicata il 10 giugno 2005 dalla Warner Music Italy. 
La raccolta è composta per la maggior parte da canzoni realizzate durante il periodo in cui il cantante militava negli 883 (dal 1992 al 2002) e poi come solista (brani tratti dal suo primo album in studio, Il mondo insieme a te), nonché la terza della sua carriera dopo Gli anni e Love/Life, entrambi degli 883.

## Il disco
Sottotitolato 6.000.000 di dischi in 2 CD, è stato preceduto dai singoli Eccoti e Me la caverò, già presenti nel precedente Il mondo insieme a te, primo lavoro di Max come solista. Eccoti è tuttavia presente nella raccolta in versione inedita, ricantata e riarrangiata.
Tra le tracce vi sono anche tre brani remixati o ri-registrati, ma non inediti: Grazie mille (Benvenuto 2000 Remix), Gli anni ('96) e Viaggio al centro del mondo (Jeo's Remix).

## Successo commerciale
La raccolta riscuote grandissimo successo in Italia durante l'estate del 2005 e, con il record di 10 settimane consecutive al numero 1, non solo rappresenta uno degli album più venduti di quell'anno (il quinto), ma in assoluto si colloca nei primi 15 per numero di settimane al primo posto e in sesta posizione per settimane consecutive in testa alle Classifiche FIMI di tutti i tempi. Risulta inoltre essere il 5º album più venduto in Europa nel 2005.

## Tracce
Testi e musiche di Max Pezzali, eccetto dove indicato.

### CD 1
1. Eccoti (New 2005) – 4:08
2. Nord sud ovest est – 4:30 (testo: Pezzali, Repetto)
3. Hanno ucciso l'Uomo Ragno – 4:12 (testo: Pezzali, Repetto)
4. Lo strano percorso – 4:12
5. Come mai – 4:17 (testo: Pezzali, Repetto)
6. Sei un mito – 5:06 (testo: Pezzali, Repetto)
7. Bella vera – 3:34
8. Come deve andare – 4:34
9. La regola dell'amico – 4:04
10. Gli anni ('96) – 4:35
11. Rotta x casa di Dio – 4:52 (testo: Pezzali, Repetto)
12. Nessun rimpianto – 4:22 (musica: Max Pezzali, Marco Guarnerio, Pier Paolo Peroni)
13. Se tornerai – 3:37 (testo: Pezzali, Repetto)
14. Un giorno così – 4:21
15. Senza averti qui – 3:48 (musica: Max Pezzali, Marco Guarnerio, Pier Paolo Peroni)
16. Io ci sarò – 4:35
17. Il mondo insieme a te – 4:02
18. Uno in più – 4:42

### CD 2
1. Grazie mille (Benvenuto 2000 remix) – 3:58
2. Ci sono anch'io (I'm Still Here (Jim's Theme)) – 3:45 (musica: John Rzeznik)
3. La regina del Celebrità – 3:54 (musica: Max Pezzali, Marco Guarnerio, Pier Paolo Peroni)
4. Una canzone d'amore – 5:32 (musica: Max Pezzali, Claudio Cecchetto)
5. Ti sento vivere – 3:56
6. La dura legge del gol – 5:02 (testo: Max Pezzali, Claudio Cecchetto – musica: Max Pezzali, Marco Guarnerio, Pier Paolo Peroni)
7. Con un deca – 4:57 (testo: Pezzali, Repetto)
8. Non me la menare – 4:12 (testo: Pezzali, Repetto)
9. Nella notte (album version) – 4:21 (testo: Pezzali, Repetto)
10. Nient'altro che noi – 4:32 (musica: Max Pezzali, Marco Guarnerio, Pier Paolo Peroni)
11. Tieni il tempo – 3:35 (testo: Pezzali, Repetto)
12. S'inkazza (Questa casa non è un albergo) – 3:35 (testo: Pezzali, Repetto)
13. Fai come ti pare (single/radio edit) – 3:21
14. Quello che capita (album version) – 4:52
15. Me la caverò – 3:43
16. Viaggio al centro del mondo (Jeo's remix) – 3:55
17. Jolly Blue – 3:31 (testo: Pezzali, Repetto)
18. La lunga estate caldissima – 3:45

## Classifiche
| Classifica (2005) | Posizione massima |
| ----------------- | ----------------- |
| Italia            | 1                 |
| Svizzera          | 63                |

### Classifiche di fine anno
| Classifica (2005) | Posizione |
| ----------------- | --------- |
| Italia            | 9         |
| Classifica (2013) | Posizione |
| Italia            | 94        |